# Snow (Album)
Snow ist das sechste Studioalbum der Progressive-Rock-Band Spock’s Beard und zugleich das letzte Album mit dem Hauptsongwriter und Sänger Neal Morse. Es besteht aus zwei CDs und ist ein Konzeptalbum, ähnlich Tommy von The Who oder The Lamb Lies Down on Broadway von Genesis. Es wurde 2002 von InsideOut Music veröffentlicht.

## Songliste
Alle Songs wurden von Neal Morse geschrieben, Ausnahmen sind extra angemerkt.

### Disk 1
1. „Made Alive/Overture“ – 5:32
2. „Stranger in a Strange Land“ – 4:29
3. „Long Time Suffering“ – 6:03
4. „Welcome to NYC“ – 3:32
5. „Love Beyond Words“ – 3:24
6. „The 39th Street Blues (I'm Sick)“ – 4:05
7. „Devil’s Got My Throat“ – 7:17
8. „Open Wide the Flood Gates“ – 6:14
9. „Open the Gates Part 2“ – 3:02
10. „Solitary Soul“ (Alan Morse, Neal Morse) – 7:33
11. „Wind at My Back“ – 5:12

### Disk 2
1. „Second Overture“ (Spock’s Beard) – 3:47
2. „4th of July“ (Spock’s Beard) – 3:11
3. „I'm the Guy“ – 4:48
4. „Reflection“ – 2:49
5. „Carie“ – 3:06
6. „Looking for Answers“ (Nick D’Virgilio) – 5:17
7. „Freak Boy“ – 2:12
8. „All Is Vanity“ – 4:35
9. „I'm Dying“ – 5:09
10. „Freak Boy Part 2“ – 3:01
11. „Devil’s Got My Throat Revisited“ – 1:55
12. „Snow’s Night Out“ – 2:04
13. „Ladies and Gentlemen, Mister Ryo Okumoto on the Keyboards“ – 2:40
14. „I Will Go“ – 5:08
15. „Made Alive Again/Wind at My Back“ – 8:27

### Disk 3
Die limitierte Edition des Albums enthält eine dritte CD, auf der Akustiktracks, Demoversionen und eine Coverversion (South Side of the Sky von Yes) (auf dem Fragile-Album) enthalten sind.
1. „South Side of the Sky“ (Jon Anderson, Chris Squire) – 9:11
2. „The Good Don’t Last/Open Wide the Flood Gates“ (Live, Akustik) – 11:26
3. „Working on 'Devil/Fiddly/Disco“ – 4:41
4. „Looking for Answers“ (Live, Akustik) – 4:59
5. „Stranger in a Strange Land demo“ – 2:34
6. „4 O'Clock“ – 0:24
7. „Working on Ryo’s Solo“ – 7:42
8. „Lost Bass Solo“ – 2:01
9. „The Light“ (Live, Akustik) – 6:08
10. „Working on I Will Go“ – 2:10

### Gastmusiker
- Chris Carmichael – Violine, Viola, Cello
- Jim Hoke – Saxophon, Klarinette, Autoharp
- Neil Rosengarden – Flügelhorn, Trompete
- Molly Pasutti – Hintergrundgesang bei „Open the Gates Part 2“